# Doo-Bop
Doo-Bop è l'ultimo album in studio del musicista jazz Miles Davis, pubblicato postumo dalla Warner Bros. Records il 30 giugno 1992. Davis morì il 28 settembre 1991, prima che il disco potesse dirsi completato. Solo sei brani erano stati già completati ed approvati dall'autore prima del decesso. Per terminare l'album, il produttore Easy Mo Bee prese alcuni assoli di tromba di Miles ancora inediti (prendendoli da quelle che Davis chiamava le "RubberBand Session"), costruendoci intorno delle tracce. Le canzoni postume sul disco sono (secondo le note interne dell'album) High Speed Chase e Fantasy.
Presagendo una probabile svolta dell'artista verso la musica Hip Hop, il disco ebbe recensioni contrastanti. L'album raggiunse la settima posizione nella classifica Svizzera e nel 1993 vinse il premio Grammy come Best R&B Instrumental Performance.

## Tracce
- Tutti i brani sono opera di Miles Davis & Easy Mo Bee; eccetto dove indicato.

### Lato 1
1. Mystery
2. The Doo Bop Song
  - contiene campionamenti da Summer Madness dei Kool and the Gang e La Di Da Di di Doug E. Fresh e Slick Rick
3. Chocolate Chip (Davis, Easy Mo Bee, Donald Hepburn)
  - contiene campionamenti da Thanks For Everything dei Pleasure e Bumpin' on Young Street degli Young-Holt Unlimited
4. High Speed Chase (Davis, Easy Mo Bee, Larry Mizell)
  - contiene campionamenti da Street Lady di Donald Byrd

### Lato 2
1. Blow
  - contiene campionamenti da Give It Up Or Turnit A Loose di James Brown e Runnin' Away dei Chocolate Milk
2. Sonya
3. Fantasy
  - contiene campionamenti da UFO degli ESG and Love Pains di Major Lance
4. Duke Booty
  - contiene campionamenti da Jungle Strut di Gene Ammons e I'm Your Boogie Man dei KC & The Sunshine Band
5. Mystery (Reprise)